# Ostinato
 (septembre 2020).
Si vous disposez d'ouvrages ou d'articles de référence ou si vous connaissez des sites web de qualité traitant du thème abordé ici, merci de compléter l'article en donnant les références utiles à sa vérifiabilité et en les liant à la section « Notes et références ».
L'ostinato est un procédé de composition musicale consistant à répéter obstinément une formule rythmique, mélodique ou harmonique accompagnant de manière immuable les différents éléments thématiques durant tout un morceau. Celui-ci peut être éparpillé sur toutes les voix d'une oeuvre (contrairement à la basse obstinée).
L'ostinato repose souvent sur la basse — basse contrainte, soutenue ou obligée. On parle alors de basso ostinato. Les chaconnes, les passacailles et les grounds sont des modèles du genre. On trouve l'ostinato dès le XIIIe siècle et on le retrouve en Angleterre au XVIIe siècle sous le nom de ground bass. L'un des ostinatos les plus connus est celui de la danse appelée Folia, dont le thème a été repris par de nombreux compositeurs depuis son apparition. Proches de la Folia, les basses du passamezzo et de la romanesca sont aussi des classiques du genre.
Le Canon en ré majeur pour trois violons et une basse continue de Johann Pachelbel ou le Boléro de Ravel représentent les archétypes de l'ostinato.

## Histoire

### Musique ancienne
Dans son Tratado de glosas (1553), Diego Ortiz propose huit ricercare, sur des « ténors » (alias teneurs) italien(ne)s, où il utilise des basses obstinées, la plupart issues de danses populaires. Dans son traité, Diego Ortiz expose comment réaliser un solo sur des accords supportés par la basse. Un grand nombre de formules sont proposées pour varier une mélodie suivant un procédé appelé « glose ».
On trouve un grand nombre de pièces utilisant les ostinatos dans les œuvres des virginalistes anglais. Pour en citer quelques-unes de William Byrd : Jhon come kisse me now sur la basse du Passamezzo moderno (The Fitzwilliam Virginal Book, X), les Passamezzo Pavana et Galiardas Passamezo de William Byrd (The Fitzwilliam Virginal Book, LVI et LVII) et le Tregian's Ground (The Fitzwilliam Virginal Book, LX).

### Baroque
De nombreux compositeurs baroques utilisent des ostinatos, notamment dans les suites de danses. Henry Purcell a fait un grand usage des basses obstinées. La Mort de Didon (Didon et Énée, Z.626), un de ses airs les plus connus, utilise une basse fondée sur le tétracorde descendant, de sol à ré, et enrichi des chromatismes de passage. Il a écrit aussi plusieurs grounds pour le clavecin dont le Ground en do mineur (ZD.221) et A Ground in Gamut (Z.645).
De nombreux grounds, avec des propositions de variations, sont publiés dans des recueils comme The Division Viol, or the Art of Playing upon a Ground (1659) de Christopher Simpson, The Division Violin (1684) de John Playford et The Division Flute (1706) de John Walsh.
Les fandangos de Scarlatti et de Soler sont fondés sur un ostinato qui enchaîne trois accords, pendant que la main droite varie, répète et brode[réf. nécessaire].
La passacaille de la Passacaille et Fugue en ut mineur (BWV 582, 1716-1717) de Jean-Sébastien Bach présente un thème de huit mesures à la basse qui servira pour un cycle de 21 variations.
Dans la Chaconne en sol majeur, HWV 442, Haendel propose 62 variations sur la même basse que celle utilisée dans le Ground in Gamut de Purcell. Ces 62 variations présentent un caractère d'exploration systématique des possibilités offertes par la basse utilisée, ce qui donne à l'œuvre un côté fastidieux mais présente un intérêt évident pour qui veut étudier les procédés d'écriture pour le clavier du compositeur. Toujours sur la même basse, les 20 variations de la Chaconne HWV 435 est musicalement plus remarquable. Ses variations 9 à 16 qui sont en mineur ainsi que son final flamboyant donnent à la pièce une dimension dramatique.

### Classique et romantique
À l'époque classique et romantique, l'utilisation de l'ostinato se fait plus rare. L'allegretto de la 7e symphonie de Beethoven utilise un ostinato construit sur la succession d'un dactyle et d'un spondée. Dans sa berceuse op. 57, Chopin utilise le principe de l'ostinato de façon extrême, un motif d'une mesure alternant tonique et dominante étant répété à la main gauche sans discontinuer durant tout le morceau. 
Franz Liszt reprend l'ostinato du deuxième mouvement de la cantate Weinen, Klagen, Sorgen, Zagen BWV 12 de Jean-Sébastien Bach dans deux de ses pièces : le prélude S.179 et les monumentales variations S.180 sur un thème de Bach, variations qui explorent l'étendue des moyens expressifs du compositeur. L'ostinato de Weinen, Klagen, Sorgen, Zagen est construit sur le tétracorde descendant et les deux œuvres de Liszt illustrent le fait que l'ostinato est une passerelle à travers les âges.

### Moderne
La période moderne voit l'ostinato revenir sur le devant de la scène dans de multiples courants musicaux.
Erik Satie utilise un ostinato dans chacune des trois pièces de la suite Avant-dernières Pensées. Les ostinatos utilisés dans ces trois morceaux sont d'une telle simplicité qu'ils sont à la frontière entre ostinato et bourdon.
Maurice Ravel utilise un ostinato rythmique comme base de son célèbre Boléro.
Par son caractère insistant et parfois lancinant, l'ostinato peut être de nature inquiétante. Ainsi, l'explosif ostinato des altos dans le troisième mouvement de la Symphonie nº 8 de Chostakovitch sert de base à cette toccata orchestrale rageuse et d'une grande violence réaliste. Le thème lancinant du film Les Dents de la mer composé par John Williams repose également sur cette caractéristique.
Ce procédé est l'un des éléments de base du courant minimaliste ; il est par exemple repris par Philip Glass dans Glassworks ou Koyaanisqatsi, musique composée pour le film du même nom. Il constitue aussi un élément rythmique important pour les percussions dans la musique latino-américaine, la bossa nova, la samba, ainsi que dans le jazz et le rock depuis les années 1960.

### Jazz et variétés
En jazz, l'ostinato se présente sous forme rythmique, il est alors fréquemment syncopé et joué par les percussions ou la basse, ou mélodique et il s'agit alors d'un riff (ou bass vamp). Chez Keith Jarrett notamment, l'ostinato constitue un procédé fréquemment utilisé dans l’œuvre improvisée. On retrouve dans certaines prestations — les cinq Sun Bear Concerts enregistrés au Japon en 1976 en témoignent largement — des basso ostinatos entêtés voire têtus, qui peuvent paraître à première écoute longs ou ennuyeux, et rendent de ce fait ses variations et transitions plus contrastées. L'ostinato est aussi un moyen pour Jarrett d'accéder à la transe appréciée des improvisateurs contemporains.
C'est ce dispositif qui est aussi utilisé par la section rythmique dans l'album Histoire de Melody Nelson de Serge Gainsbourg orchestré par Jean-Claude Vannier, en lui conférant une atmosphère particulière de suspicion ou d'attente fiévreuse au fil du récit (avec une basse ronflante, mixée très en avant, et une batterie au son caractéristique des sixties).

## Ostinatos célèbres

### Le passamezzo
Le passamezzo est une danse de la Renaissance italienne connue dans l'Europe entière. On la trouve sous deux formes, le passamezzo antico (antico signifie simplement « ancien » et en aucun cas « antique »), dont la basse est en mineur, et le passamezzo moderno, dont la basse est en majeur. Le premier ricercare, sur un « ténor » (ou teneur) italien(ne), composé par Ortiz est un passamezzo antico dont voici la basse :
La basse du passamezzo moderno est utilisée dans l'air bien connu John Come Kiss Me Now dont voici la version par Thomas Baltzar publiée dans The Division Violin :

### La romanesca
La romanesca est une basse obstinée utilisée pour la danse. On la retrouve dans la pièce Green Sleeves to a Ground publié dans le recueil The Division Flute de John Walsh :

### LaFolia
La basse de la Folia est l'ostinato le plus célèbre de tous les temps, elle a été utilisée pour d'innombrables variations depuis son apparition au XVe siècle. Arcangelo Corelli lui a donné sa forme classique la plus aboutie, à tel point qu'on lui en attribue parfois la paternité (comme c'est le cas pour Rachmaninov dans ses Variations sur un thème de Corelli) :

### Le tétracorde descendant
Le tétracorde descendant est une suite de quatre notes partant de la tonique et finissant sur la dominante en passant par les deux notes intermédiaires. Ce motif est parfois enrichi de notes de passages et/ou d'une formule cadencielle sur la tonique. Depuis la Renaissance, il est fréquemment utilisé dans sa version mineure pour signifier la douleur ou la tristesse. La basse de l'air de la Mort de Didon d'Henry Purcell utilise le tétracorde descendant sous une forme très élaborée :

### Le cycle des quintes
Le cycle des quintes dans le sens descendant est aussi utilisé comme basse obstinée. La basse suit alors la progression I – IV – VII – III – VI – II – V – I. Le passage en mineur de la chaconne Le Feu, troisième mouvement (en comptant le prologue) de la symphonie Les Élémens de Jean-Féry Rebel, utilise ce procédé :
On retrouvera cette succession de basse dans l'accompagnement de la mélodie de la chanson Les Feuilles mortes.

### Bolérode Ravel

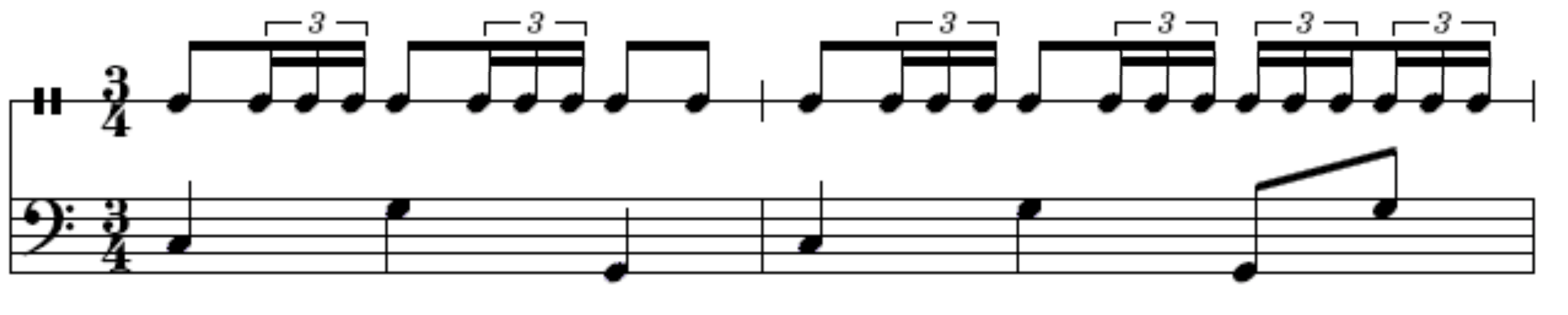
Cellule rythmique du Boléro de Ravel.

Le motif rythmique principal du Boléro de Ravel (en haut sur l'image ci-contre), est donné par la caisse claire sans aucune variation durant toute l'œuvre, sauf dans les deux dernières mesures où il s'interrompt brutalement. Le motif rythmique secondaire (en bas, ici simplifié sur une seule portée d'après Serge Gut) joue également un rôle tonal en martelant une double pédale de tonique (do) - dominante (sol) tout au long du morceau.

## Ground bass
Une ground bass ou ground est l'équivalent anglais de l'ostinato. Ce terme peut désigner soit une suite de notes ou d'harmonies obstinées, soit une composition entière construite sur ce schéma. Il existe deux types de grounds, l'harmonique et le mélodique.
« The Ground, is a fet Number of Slow Notes, very Grave, and Stately; which, (after It is express'd Once, or Twice, very Plainly) then He that hath Good Brains, and a Good Hand, undertakes to Play several Divisions upon It, Time after Time, till he has shew'd his Bravery, both of Inventions, and Hand. »
— Thomas Mace, Musick's Monument (1676)

« Le Ground est un nombre donné de Notes Lentes particulièrement Solennelles et Majestueuses ; sur lesquelles (après les avoir jouées une ou deux fois très Simplement), celui qui possède un Esprit Vif et de Bonnes Mains entreprendra alors de Jouer plusieurs Divisions, Plusieurs Fois de suite, jusqu'à ce qu'il ait montré toute son Audace, d'Inventivité comme de Virtuosité. »
— Musick's Monument (1676)
(Une Division désigne ici une variation ou une improvisation à partir du ground.)

### Groundharmonique
Type de ground le plus ancien (XIIIe et début du XIVe siècle), il diffère peu de la basse obstinée continentale.

### Groundmélodique
Ce type de ground apparaît surtout aux XVIIe et XVIIIe siècles et peut être parfois désigné comme une œuvre semblable à la passacaille ou à  la chaconne. Son emploi ne se limite plus à la musique pour clavier mais s’étend aussi à la musique vocale ou orchestrale. L'une de ses caractéristiques est le fait que la mélodie obstinée se déplace entre les voix et ne soit plus seulement jouée par la basse. Il est aussi possible d'harmoniser différemment un ground d'une variation à une autre.

### Utilisation
Beaucoup de grounds ont été compilés par John Playford et Christopher Simpson.
John Blow mais surtout Henry Purcell utilisent fréquemment le ground mélodique, par exemple dans A Ground in Gamut (Purcell). Purcell l'emploie même dans ses 
opéras comme dans la fantaisie Three parts upon a Ground, ou dans des airs de Dido and Æneas (Ah Belinda,a Gittar Ground,When I am laid in Earth), The Fairy Queen (The Plaint,Yes Daphné),ou dans Music for a while. 
Le défi pour ces compositeurs et leurs semblables (Byrd, Farnaby, Croft) est de s'affranchir des limites imposées par la répétition d'un même motif. Par leur art de la polyphonie et du contrepoint, ils rendent parfaitement indépendantes les séquences mélodiques données par la (ou les) voix supérieure(s) et celle qui est donnée par la basse. Ils parviennent ainsi à dissimuler la basse obstinée, bien qu'elle reste l'élément fondamental de la partition. Le terme ground, dans ces derniers cas, ferait plutôt référence à tout fragment musical joué de façon répétitive pendant que d'autres voix se développent.

### Discographie
- Ostinato ; ensemble Hespèrion XXI, Jordi Savall ; 31 décembre 2000 ; édité par Alia Vox
- La Folia - Oeuvres de Corelli, Marais, Ortiz... ; dirigé par Jordi Savall  ; 7 mars 2003 , édité par Alia Vox
- All' Improvviso - Ciaccone, Bergamasche … & Un Po' Di Follie ; ensemble Arpeggiata  ; 1er janvier 2004 ; édité par Alpha
- The Division Flute ; Emma Murphy  ; 18 novembre 2014 ; édité par Signum Classics